# 1990 en Alberta
Chronologie de l'Alberta
- 1986
- 1987
- 1988
- 1989
- 1990
- 1991
- 1992
- 1993
- 1994

Cette page concerne des événements qui se sont produits durant l'année 1990 dans la province canadienne de l'Alberta.

## Politique
- Premier ministre :  Donald Getty du parti Progressiste-conservateur
- Chef de l'Opposition :
- Lieutenant-gouverneur :  Helen Hunley.
- Législature :

## Événements
- Mise en service de la Commerce Place, tour de bureaux de 123 mètres de hauteur à Edmonton[1].

## Naissances
- 3 janvier : Joe Colborne (né  à Calgary), joueur professionnel canadien de hockey sur glace.
- 14 janvier : Kevin King (né à Calgary), joueur professionnel canadien de hockey sur glace[2].
- 29 janvier : MacKenzie Porter, actrice, chanteuse et musicienne de country canadienne, née à Medicine Hat.

- 23 février : Kevin Connauton (né à Edmonton), joueur professionnel canadien de hockey sur glace. Il évolue au poste de défenseur.

- 20 mai : Matthew Matt John Fraser (né à Red Deer), joueur professionnel canadien de hockey sur glace.

- 6 août : Gilmore Junio, né à Calgary, patineur de vitesse canadien. Il est spécialiste des épreuves de 500 mètres et 1 000 mètres hommes.

- 21 septembre : Arianne Jones (née à Calgary), lugeuse canadienne.
- 24 septembre : Danielle Suzanne Lappage, née à Olds (Alberta), lutteuse canadienne.

- 5 octobre : Levko Koper (né à Edmonton), joueur professionnel canadien de hockey sur glace.

- 6 novembre : Scott Gow, né à Calgary,  biathlète canadien.